# Haut conseil pour lambiques artisanales

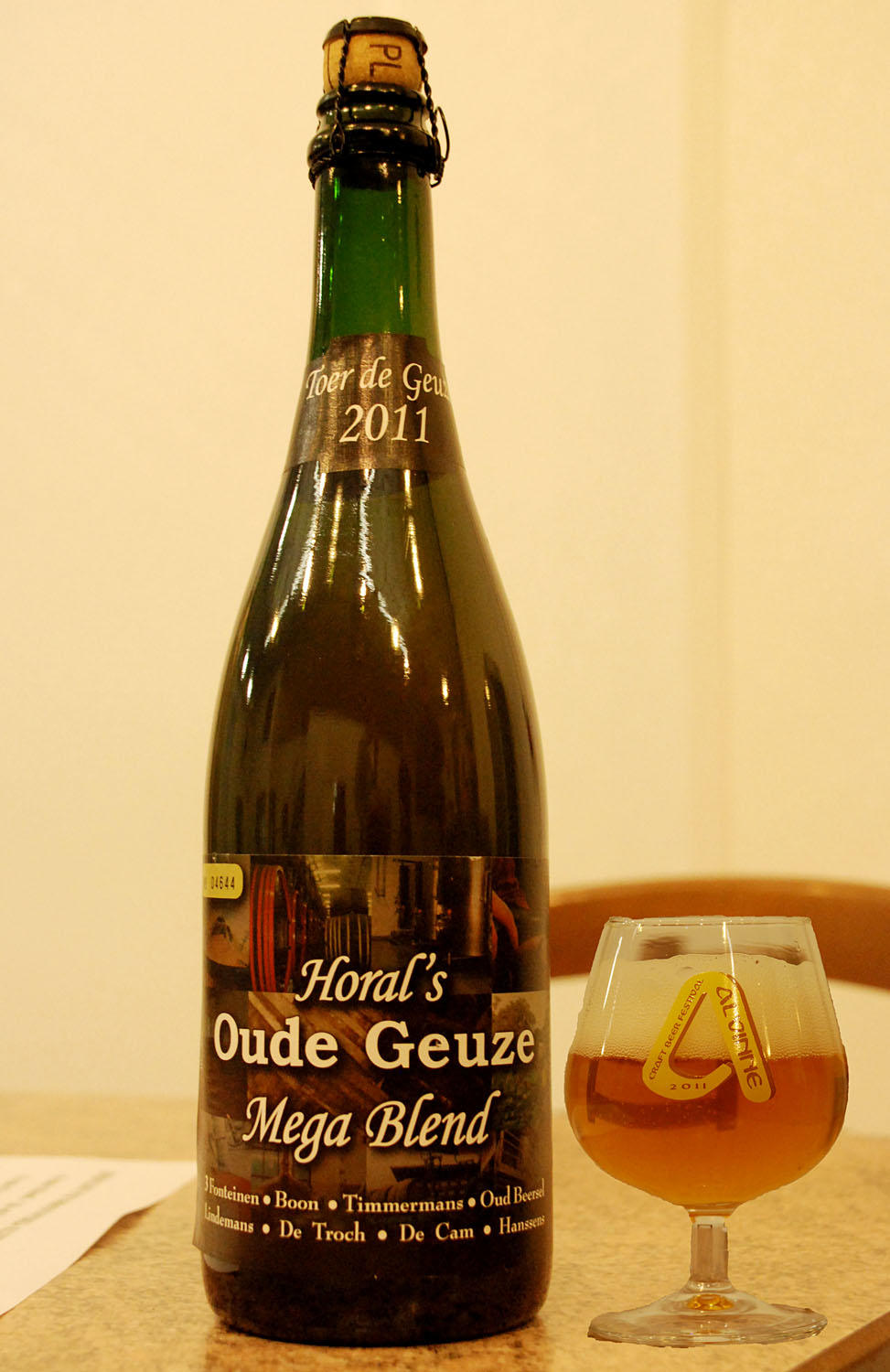
Horal’s Oude Geuze Megablend.

Le Haut conseil pour lambiques artisanales ou HORAL (acronyme en néerlandais de HOge Raad voor Ambachtelijke Lambikbieren) est une confrérie de brasseurs de lambic (bière belge à fermentation spontanée). Il se propose de promouvoir les bières lambics, du brassage à la dégustation, tout en protégeant recette ou nom, telle celle de la gueuze.

## Membres
La confrérie a été créée le 10 janvier 1997 sur l'initiative d'Armand Debelder (Drie Fonteinen) en compagnie de Frank Boon (Boon), Willem Van Herreweghen (De Cam), Jos Raes (De Troch), Dirk Lindemans (Lindemans) et Jacques Van Cutsem (Timmermans), bientôt rejoints le 19 octobre 1997 par Sidy Hanssens (Hanssens), Danny Drabs (Oud Beersel) et la brasserie De Keersmaeker devenue la brasserie Mort Subite. La brasserie Girardin les a rejoints en avril 2004, Oud Beersel le 18 janvier 2006, la gueuzerie Tilquin en avril 2012 et la brasserie Den Herberg en janvier 2022. 
En janvier 2019, deux membres quittent l'association pour divergences concernant la protection de certains termes propres au lambic. Il s'agit des brasseries Girardin et Drie Fonteinen.
- Boon (Lembeek)
- De Cam (Gooik)
- De Troch (Wambeek)
- Hanssens (Tourneppe)
- Lindemans (Vlezenbeek)
- Mort Subite (Kobbeghem)
- Timmermans (Itterbeek)
- Oud Beersel (Beersel)
- Tilquin  (Bierghes)
- Den Herberg (Buizingen)

En outre, les brasseries Belle-Vue, Cantillon, Omer Vander Ghinste (ex Bockor) et Van Honsebrouck (St-Louis) produisant aussi des bières à fermentation spontanée ne font pas partie du HORAL.

## Anciens membres
- Drie Fonteinen (Beersel)
- Girardin (Chapelle-Saint-Ulric)

### Autres labels brassicoles
- Authentic Trappist Product
- Belgian Family Brewers
- Bière belge d'Abbaye reconnue
- Belgian Beer of Wallonia